# 輪中

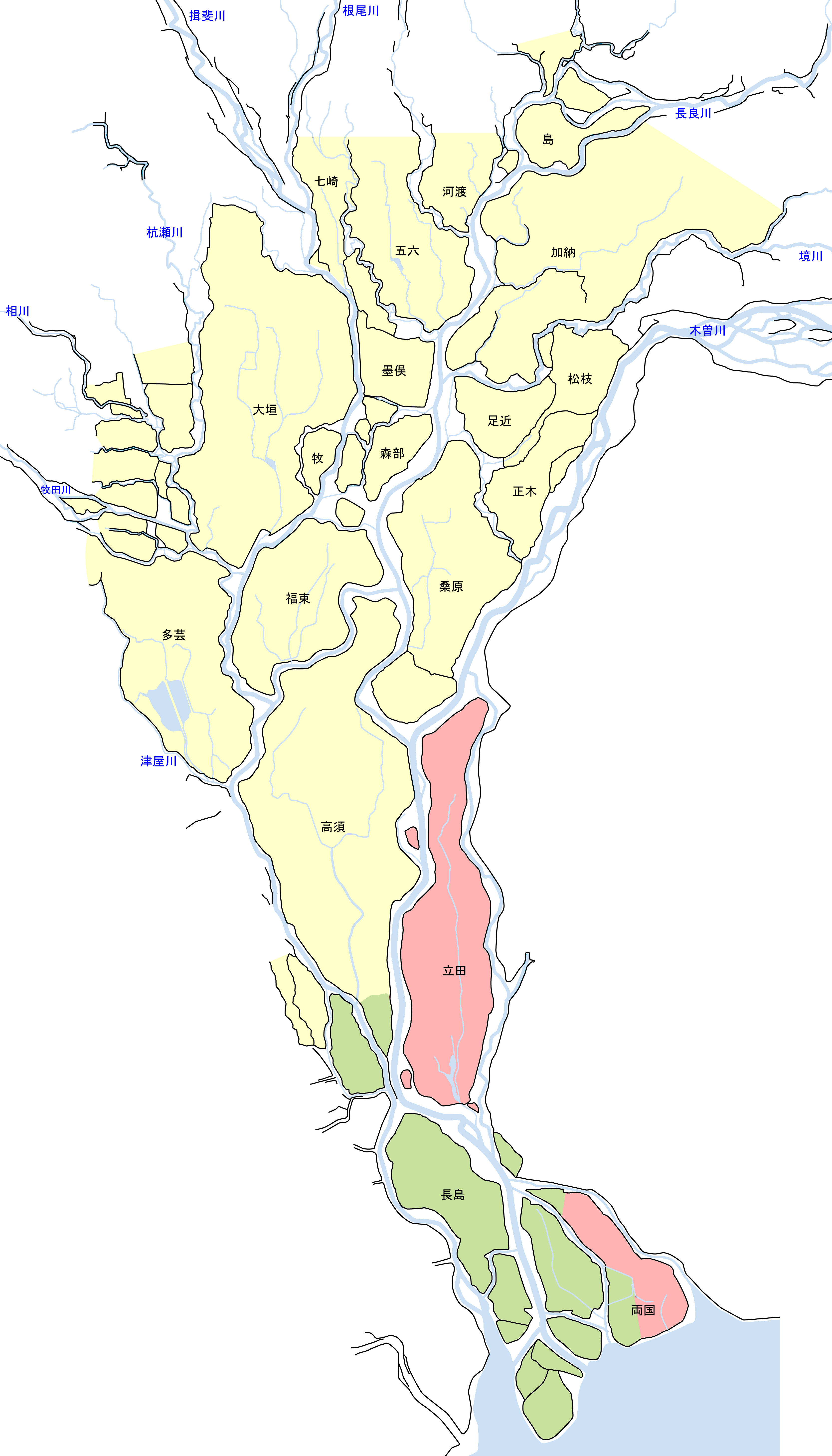
明治時代初期の濃尾平野の輪中地帯の様子（黄が美濃国（岐阜県）、赤が尾張国（愛知県）、緑が伊勢国（三重県））

輪中（わじゅう）とは、一般的には堤防で囲まれた構造、あるいはその集落を意味する。濃尾平野の木曽三川（木曽川・長良川・揖斐川）とその支流域にあたる岐阜県・三重県・愛知県の県境付近に発展しており、曲輪または郭（くるわ）・輪の内（わのうち）など輪中を意味する用語は多数存在する。
本来『輪中』や『輪の内』は「同じ目的の仲間」の意味で用いられた言葉であり、水害から集落や耕地を守るために地域住民が共同で水防を整える過程で自然発生的に使用されるようになったと考えられるため、実際のところ「輪中」の定義には諸説があり定まっていないところが多い。地理学者の安藤万寿男、歴史地理学者の伊藤安男らは輪中についての地理学的なグループ研究を推進し、1975年に出版された『輪中 その展開と構造』の中で
輪中とは、（木曽三川流域の）低湿地に存在する集落と農地とを包括する囲堤を持ち、水防組織体をつくって外水および内水を統制する治水共同体、またはその存在する範囲をいう。—輪中研究グループ編著『輪中 その展開と構造』79頁（括弧書きは伊藤安男論文による補足）
と定義付けするとともに、輪中の必須条件を
1. 囲堤を持つこと
2. 集落と耕地を包括していること
3. 水防組合を組織して水の統制をしていること

の3つに集約しており、中でも特に「水防組合の形成をもって輪中の成立とみなすべき」と伊藤安男が1983年の論文で指摘している。つまり「輪中」とは堤防で囲まれた見た目だけでは不十分であり、組織的な水防活動を伴う構造的なものととらえる必要がある。
なお、日本において現在のように連続堤による治水が一般的となるのは明治時代以降のことであり、江戸時代以前は集落や耕地を守るために必要に応じて堤防で築く治水方法が中心であった。「輪中」のように集落や耕地を囲んだ堤防は信濃川・荒川・利根川・淀川などの流域にも現存し、信濃川流域では「囲土手」、荒川・利根川流域では「囲堤」、淀川流域では「囲縄手」などの名称で呼ばれていた。かつてはこれら全てを「輪中」と総称されたが、前述のグループ研究などで「輪中」の構造的な側面が論じられると同一視は不適当と考えられるようになり、現在では木曽三川流域以外のものは「輪中」とはみなさない場合が多い。こういった堤防で囲まれた集落について、伊藤安男は著書『地表空間の組織』で「囲堤集落」の用語を提唱した。木曽三川以外の地域については「木曽三川以外の囲堤集落」節で詳説する。
また、輪中はオランダの干拓地である「ポルダー（蘭: polder）」と比較されることも多い。その例として、地理学者の別技篤彦が輪中を日本の学界に紹介する際に「日本のポルダー」と称し、オランダ技師のヨハニス・デ・レーケは輪中地域の河川改修計画図で輪中に対応する語として「POLDER」を用いていた。安藤万寿男は輪中もポルダーも「堤防を築いて水から土地を守る」という点で共通するとするものの、輪中とポルダーには形成範囲や堤防の形状、堤内の土地利用方法、水防活動の考え方など性格が異なる点が多いと指摘している。

## 構造

### 形状
輪中の堤防を「輪中堤（わじゅうてい）」「囲堤（かこいづつみ）」または「懸（掛）廻堤」（かけまわりづつみ、かけまわしてい）などと呼ぶ。連続した堤防で周囲を完全に囲む「総懸廻堤」の構造が基本となるが、水防上必要のない部分の堤防を省略した不完全な懸廻堤であっても一体となった水防活動が行われれば輪中とみなされる。特に扇状地や山地に位置しており高低差が大きい輪中では高位部の堤防を省略する傾向が多く見られ、代表的なものとして加納輪中や多芸輪中が挙げられる。
輪中内にも悪水対策など水防上の必要性に応じて堤防より小規模な土手が設けられることがあり、この土手を「除桁（よげた）」「除（よげ）」「小堤」「横堤」「江桁（えげた）」「水分け」などと呼ぶ。輪中内に除桁を必要とした例としては、輪中内の高低差から低位部に内水が集中して全体の生産性低下することを避けようとした穂積輪中が挙げられる。また、前述した高位部の堤防を省略した輪中でも、より高位部からの悪水流入を防ぐ目的で堤防のない箇所に除桁が設けられる場合もあった。

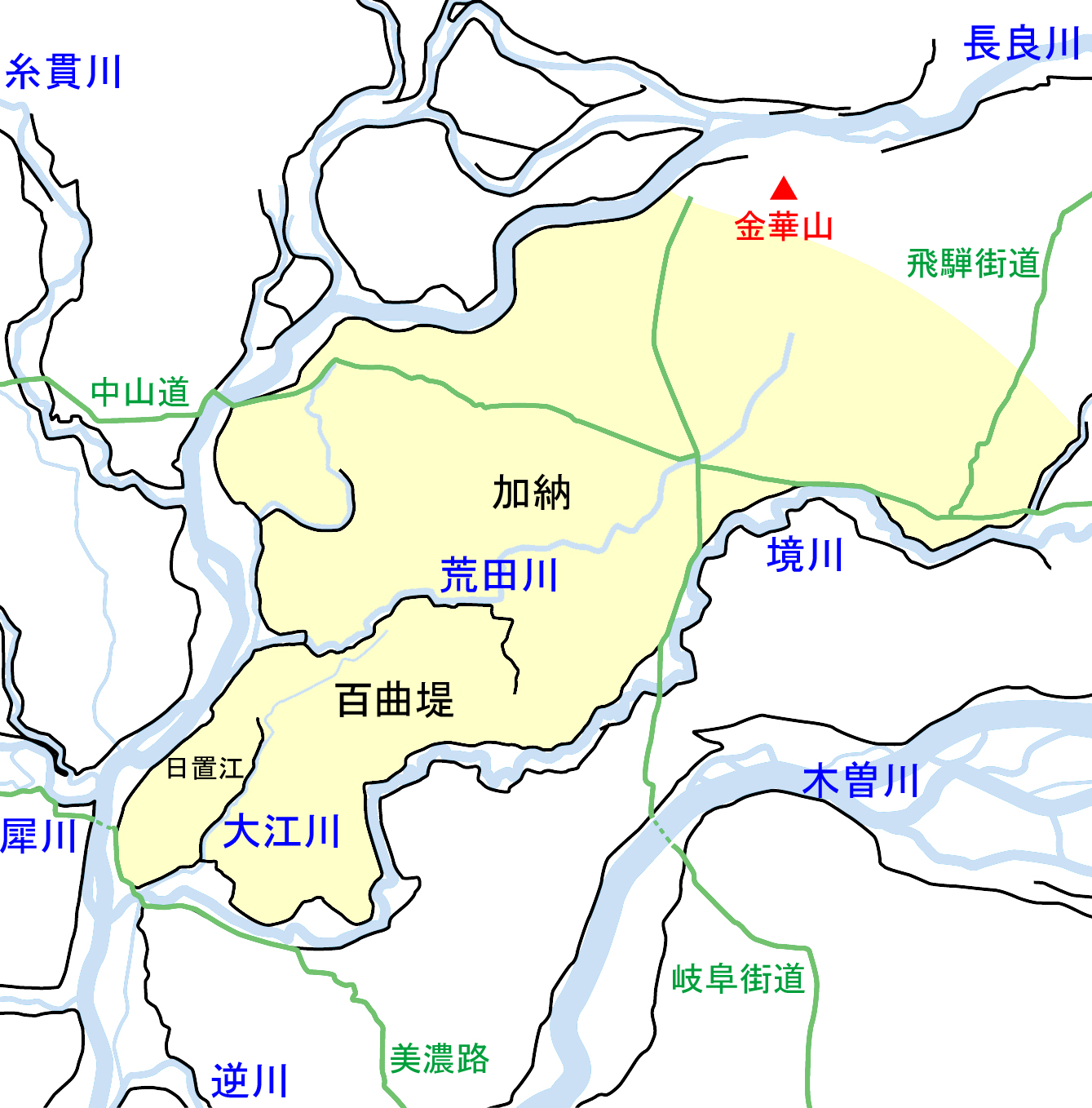
加納輪中（高位部の堤防を省略した輪中の例。北東側は比較的土地が高く、長良川沿いには金華山がある。）

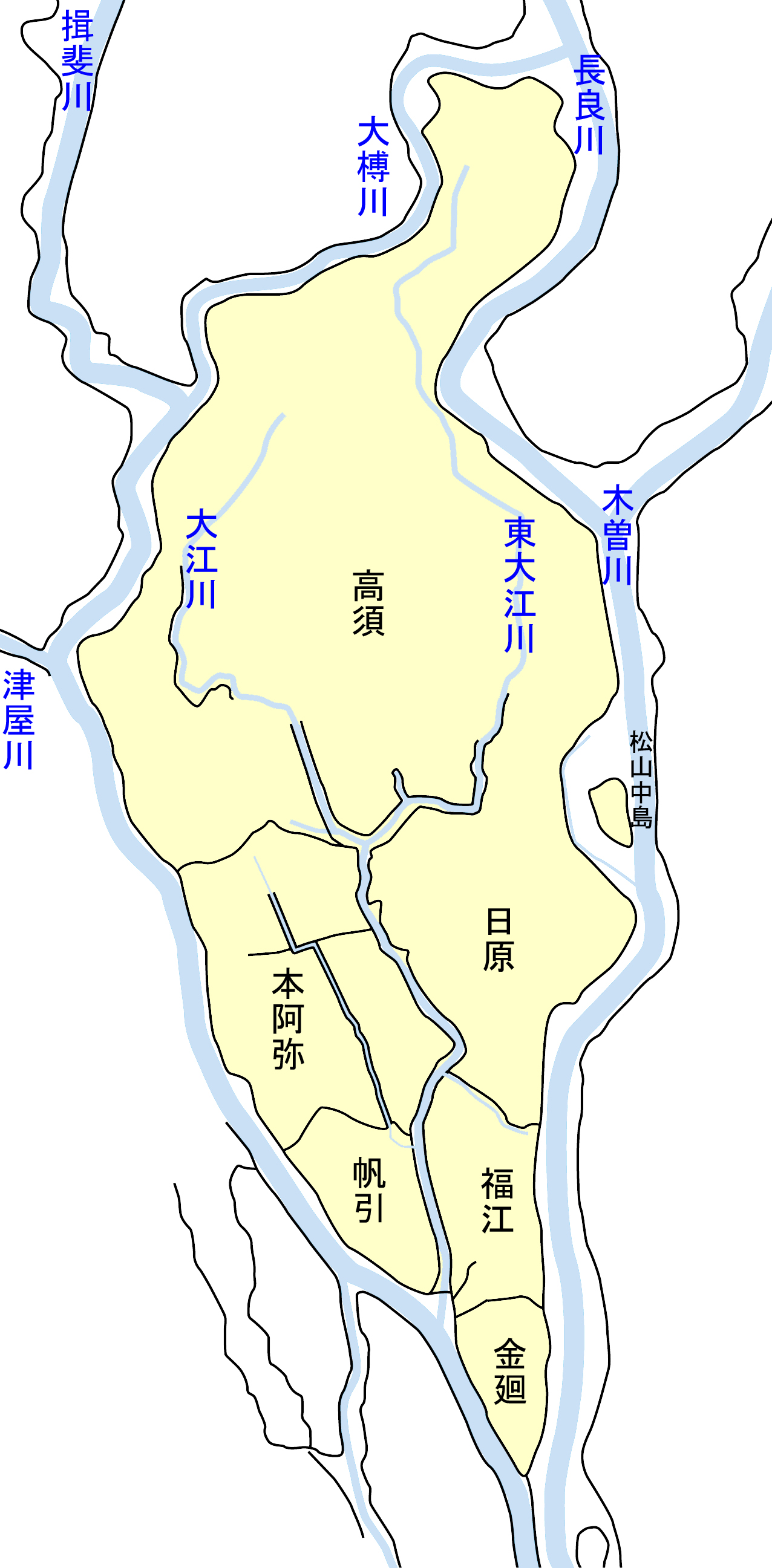
高須輪中（複合輪中の例。(古)高須輪中と金廻輪中が最初に成立した。）

輪中内に除桁より大きな明確な堤防が存在する場合、その堤防を「中堤」「内堤」などと呼ぶ。輪中内に堤防が存在する理由は様々だが、元々除桁であったものが悪水対策などの目的で大きくなったケースや、小規模な輪中をまとめて強固な輪中堤で囲み直したケースなどが考えられる。いずれにせよ、輪中内が中堤で再区分されている輪中を複合輪中と呼び、それに対して輪中内に目立った中堤のない輪中を単一輪中や独立輪中と呼ぶ。ただし堤外地を耕地として開発して耕地のみを堤防で囲った場合など、明確な堤防で囲まれた範囲内に集落が存在しなければ1つの輪中とはみなされないことも多い。小規模な輪中を囲み直して誕生した中堤は「隠居堤」とも呼ばれ、時代を経て水防上の必要がなくなると周辺の開発に応じて取り壊されることも多い。
複合輪中において、河川に面する外側の大きな輪中を外郭輪中、内側の小さな輪中を内郭輪中と呼ぶ。前述した小規模な輪中をまとめて強固な輪中堤で囲み直したケースの場合、後に外郭輪中で囲まれる範囲で比較的土地が高い地域が早期に開発され上下端の内郭輪中となり、その間の内郭輪中の地域が順次開発されていったという共通性が見られ、高須輪中や大垣輪中が例として挙げられる。

### 組織

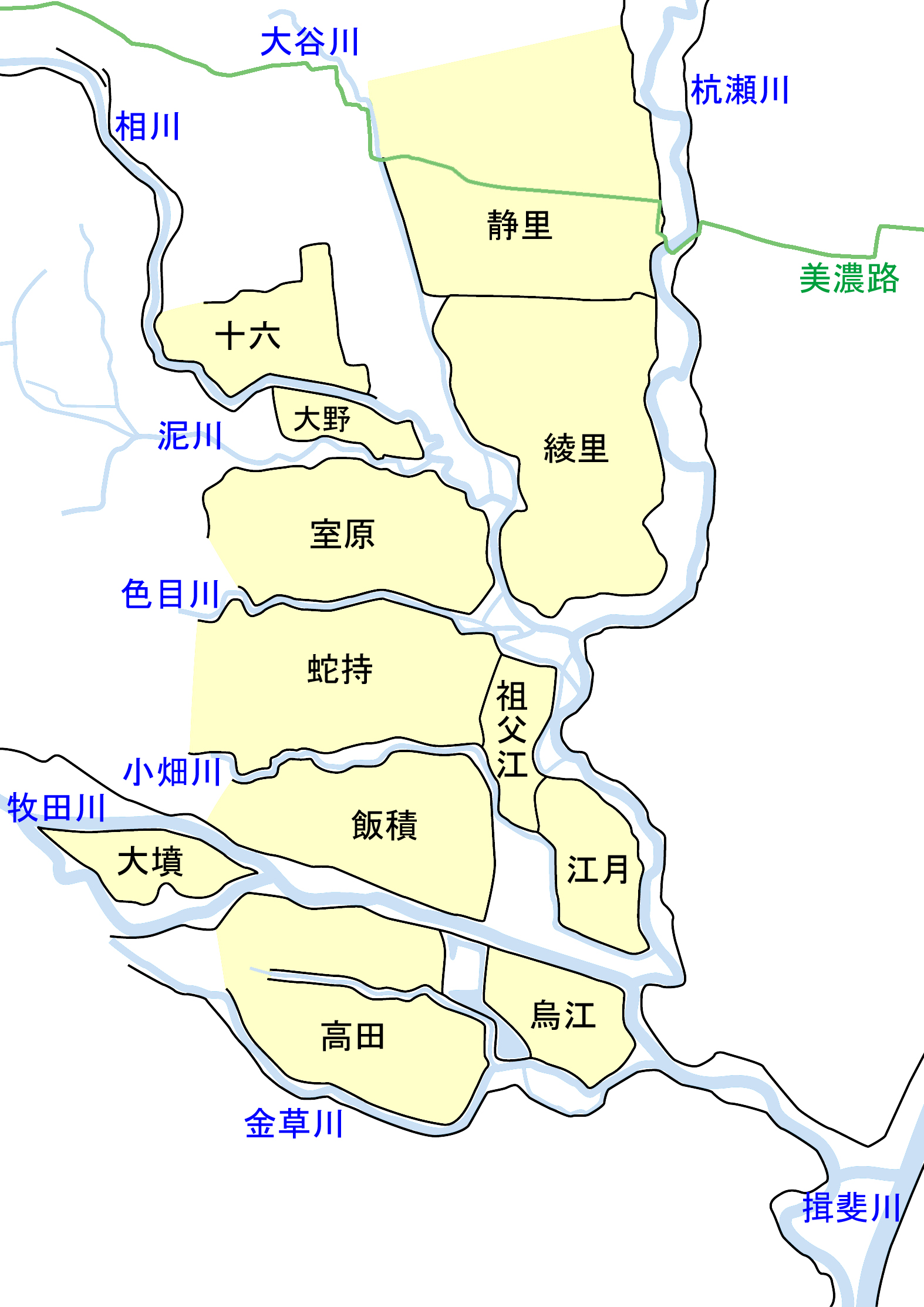
瀬田輪中（水防組合としての輪中の例）

基本的には1つの水防組合が維持管理する範囲を1つの輪中とみなす。この意味での「輪中」の代表的な例として瀬田輪中が挙げられる。瀬田輪中は牧田川などに対して同一の利害関係にあった輪中が結成した「瀬田水害予防組合」から「瀬田輪中」と通称されているにすぎず、「瀬田輪中」という外郭輪中は存在しない。
複合輪中では各内郭輪中ごとに水防組合が存在し、内郭輪中内の悪水に対処するための中堤の管理は各内郭輪中単位で行い、周囲の河川から複合輪中全体を守る輪中堤の管理や複合輪中全体に及ぶような悪水対策は内郭輪中が協力して行うという形が採られた。そのため独自の水防組合を持たずに隣接輪中に依存する場合は隣接輪中に含まれるものとみなされ、複合輪中のような見た目であっても単一輪中と解釈される。それに対して1つの輪中内に複数の水防組合が存在した例もあり、古い所領単位が残ったと考えられる立田輪中や、1つの輪中として成立したものの内水をめぐって対立が続いた太田輪中が挙げられる。
共同で水防活動する必要があるため、必然的に同一輪中内は水防上のみならず経済的・社会的を含めた生活全般での結びつきが深くなっていった。半面、輪中周辺の堤防の増築や新たな輪中の形成は自らの水害の増加につながる可能性があったため、近隣輪中とは水防上の利害をめぐって対立することも多かった。こういった輪中地帯（特に岐阜県）の人々の性質を表すものとして「仲間意識は強いが排他的」といった印象で使われる「輪中根性」という言葉が存在するが、伊藤安男はこの言葉について
輪中根性とは何か、これをよく人々は排他的、保守的、偏狭な気質と地域エゴと説明するが、この精神構造をもって輪中気質とはいい難い。これらは日本各地のムラにもある面では共通するものである。（中略）、輪中根性とは水害時に自分たちの輪中を守るための強い団結力、いうならば運命共同体的な同族意識、輪中意識のことである—伊藤安男著『変容する輪中』143頁
と述べており、決してネガティブなイメージの言葉ではないと説明している。

## 輪中の分布と分類

### 輪中の分布域

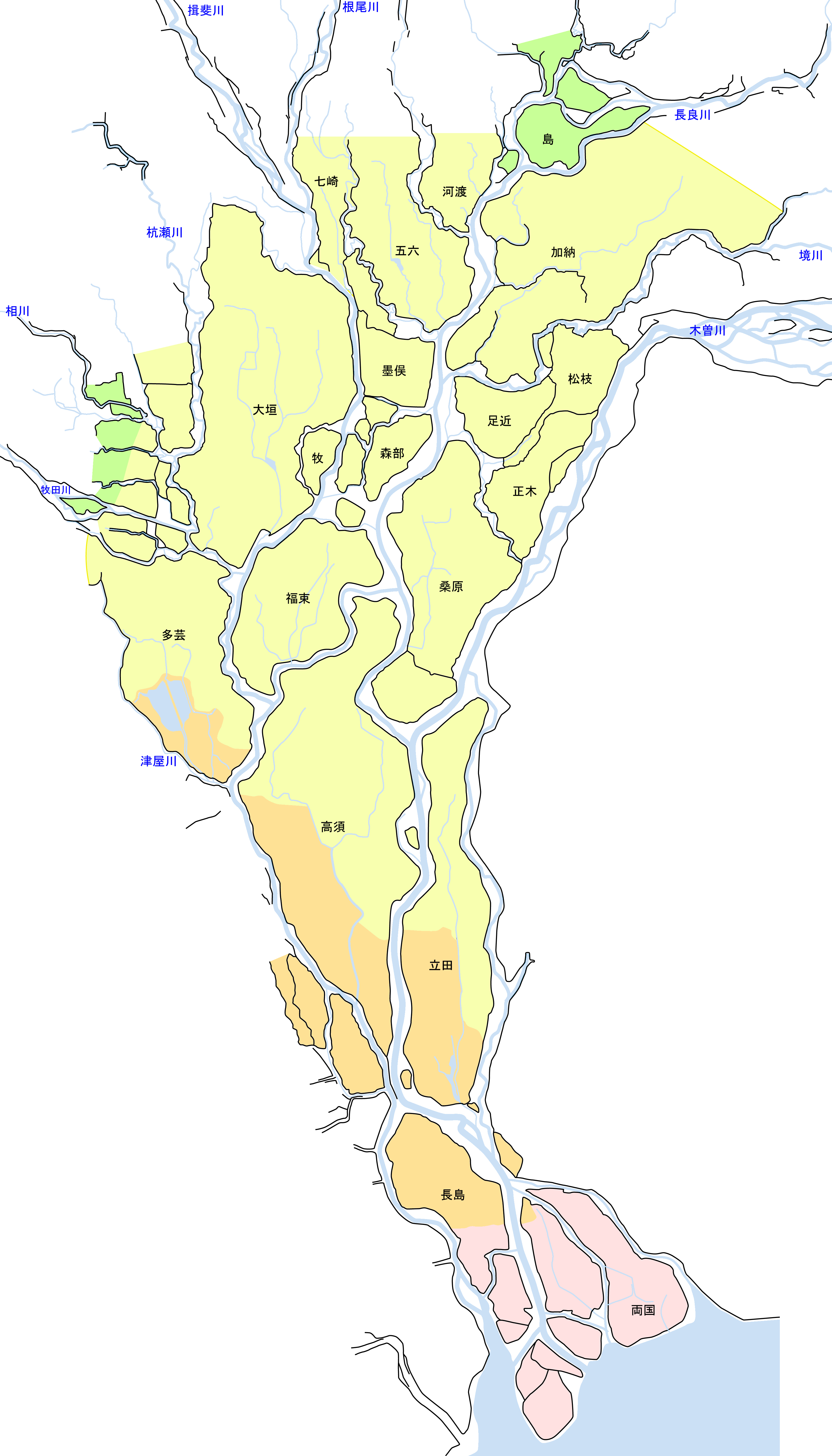
安藤万寿男による地形特性の分類（緑が扇状地地域、黄が自然堤防・後背湿地地域、橙が三角州地域、赤が干拓地域）

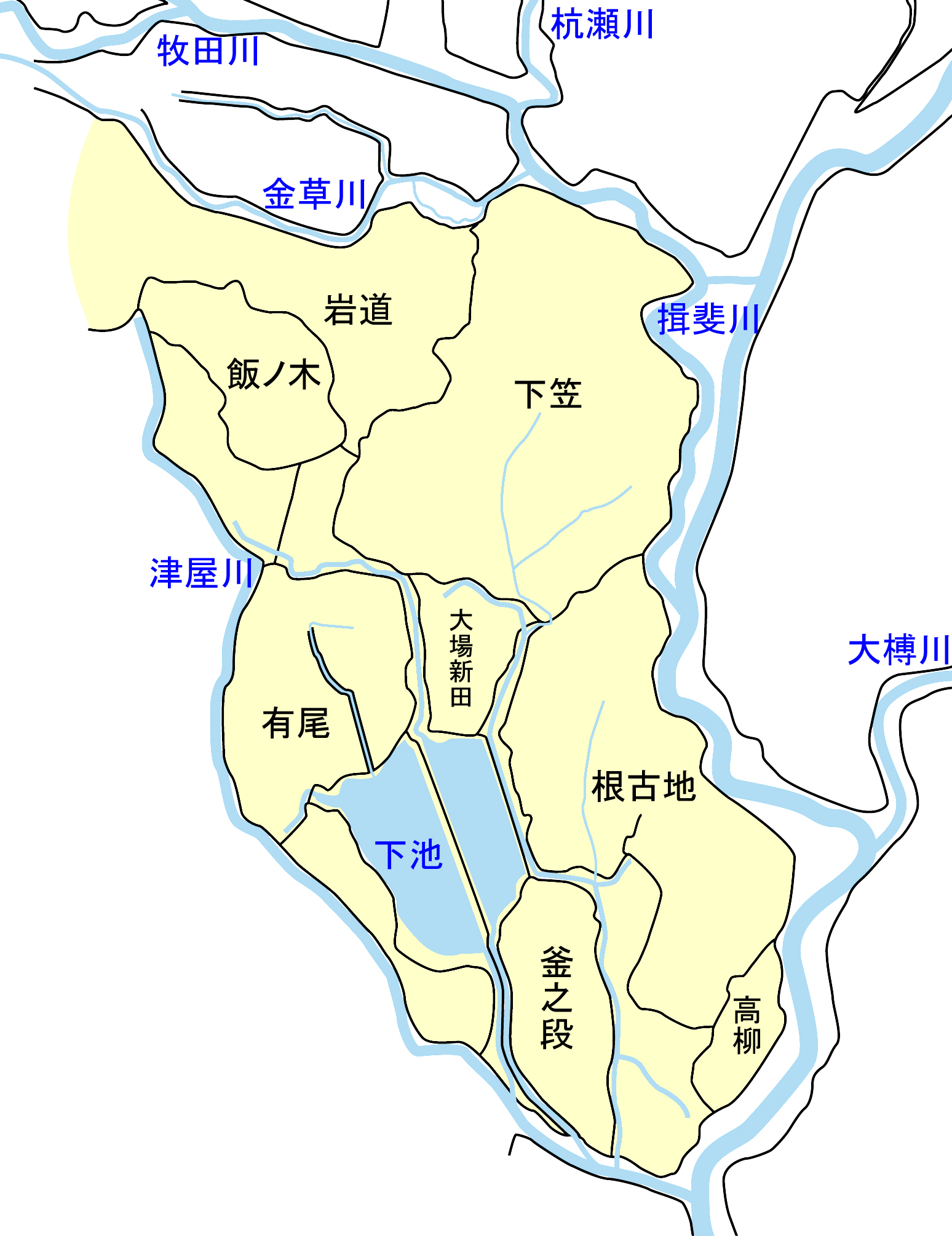
多芸輪中

輪中の誕生・発達の経緯から、輪中が形成された範囲は御囲堤（木曽川・佐屋川・筏川を結ぶ線）より西側に限られるとする見方が強い。輪中の数は岐阜県博物館『輪中と治水』に「明治時代を迎えるまでに輪中の総数は80ほどに達し、総面積は1800平方キロメートルに及んだ」旨の記述があるが、複合輪中の範囲・内郭輪中の細分化の判断は専門家によっても異なっており、近年の論文などでしばしば引用される2つの分布図だけを比較しても、安藤万寿男のものは「73個（内郭輪中を除くと48個）」、国島秀雄のものは「82個（内郭輪中を除くと33個）」が記されている。また河合成樹は建造前の御囲堤の内側にも形成範囲を拡張し、輪中の数を複合輪中の記載なしの「133個」としている。
輪中地域の西側では、揖斐川に養老山地から支川が流れ込む付近に輪中が形成されているが、前述の通り山地に面する地域では河川沿いを除いて堤防を要しないことも多い。そのため輪中堤が必要とされたのは養老山地の麓より東側に限られ、この点については前述の分布図でも多少の差はあるものの認識に大きな違いはない。

### 地形特性による分類
安藤万寿男はそれぞれの輪中が存在する地形の特性から、
1. 扇状地地域の輪中
2. 自然堤防・後背湿地地域の輪中
3. 三角州地域（デルタ地帯）の輪中

の3つの類型に大別できるとしている。西脇健次郎は多芸輪中について輪中西側には養老山地が迫り、輪中北部が牧田川・杭瀬川などの形成した養老扇状地末端部にあたり、内陸に位置しながらも明治以降に干拓された下池周辺の輪中南端部が海抜ゼロメートル地帯に相当し、中間である氾濫原の自然堤防を開発して複合輪中を形成していったという特徴から「全西濃輪中の縮図」とも表現した。
濃尾平野の沖積平野では「扇状地地域」が最初に開発が行われた地域であるが、扇端部付近には湧水による湿地が生じるため、地域によっては開発の過程で輪中が形成される場合があった。微高地を開発し尻無堤から懸廻堤に推移する典型的な成立過程を持つ輪中が多いが、扇状地ゆえに輪中内の高低差が比較的大きいため高位部の堤防が省略されることも多かった。この分類には長良川扇状地の則武輪中・島輪中など、牧田川扇状地の室原輪中・飯積輪中などが該当する。
「自然堤防・後背湿地地域」では、初期の開発ではまず自然堤防を中心とした微高地のみが開発された。遊水地の役割を果たした後背湿地の開発には人工堤防が不可欠で、近世以降の新田開発需要の高まりに伴って開発が進められた。この分類には加納輪中・五六輪中・桑原輪中・森部輪中・大垣輪中・静里輪中・福原輪中など広い範囲の輪中が該当する。
「三角州地域」は高潮の影響などから自然堤防があまり発達しておらず、初期の開発は河口付近に出現した島状の地域に留まった。近世以降の新田開発需要に応じて開発が進められるが、その地形特性から自然堤防地帯と比較して規模が大きく形成が新しい輪中が多い。高須輪中・立田輪中・多芸輪中などは「自然堤防・後背湿地地域」との境目に位置し、多芸輪中の根古地輪中、高須輪中の本阿弥輪中と日原輪中、立田輪中の葛木と宮地を結ぶ線より南側が三角州地域に該当する。
また、三角州地域でもより海側に近い地域には、河口部に生成される砂州を干拓して成立した輪中もあった。既存輪中の堤外地を開発して、既存の堤防を借りながら耕地のみをまず堤防で囲い、その後に集落が移るということを繰り返して拡大することが多かった。そういった成立過程ゆえに堤防の形状は鱗状であり、「新田」「付新田」という地名が多いのが特徴で、遠方の豪農の資金投入や入植者によって開発されることも多かった。この地域では高潮の影響を受けやすいため集落は輪中内で最も高い堤防の上に集中しており、「堤防が切れたら、堤防に逃げろ」という言葉も伝えられてきた。

## 歴史

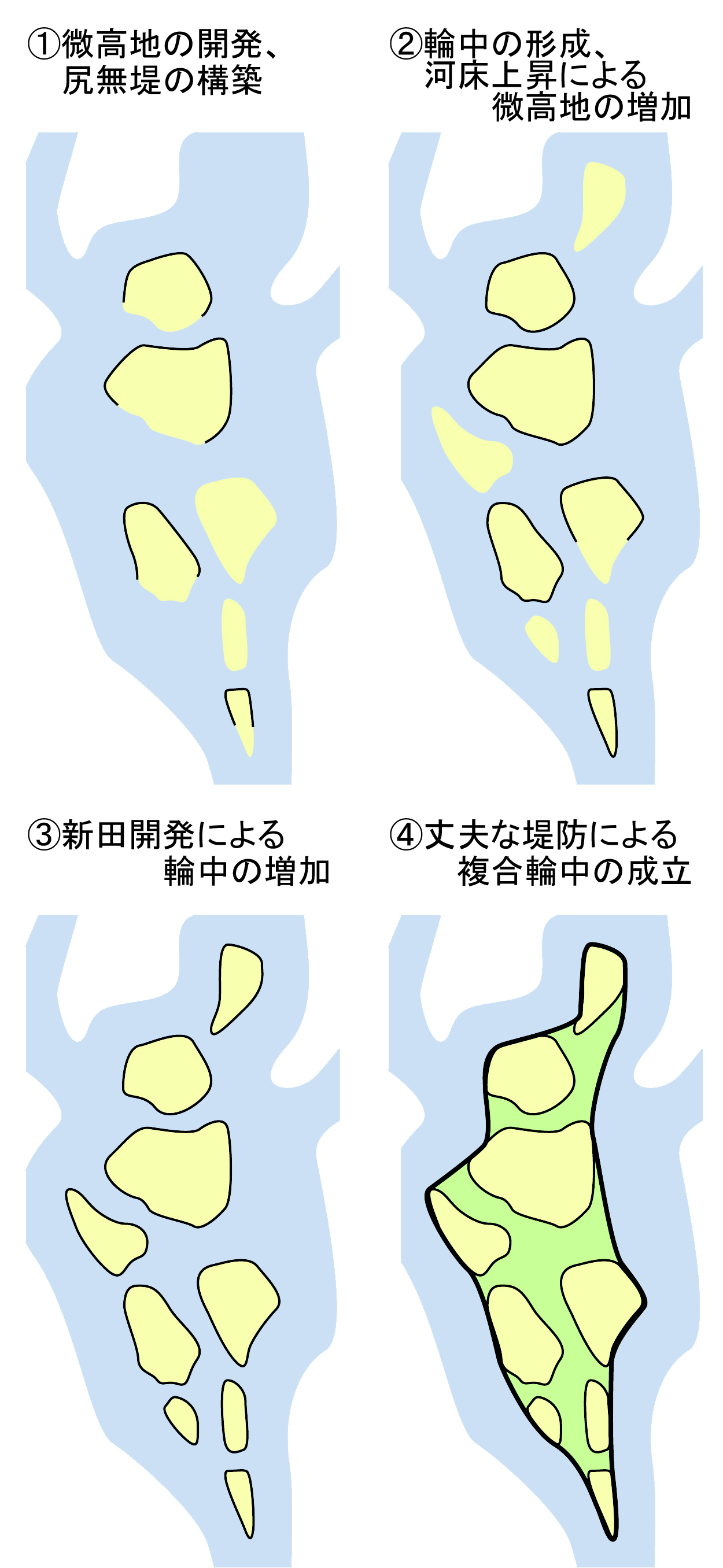
輪中形成の流れ

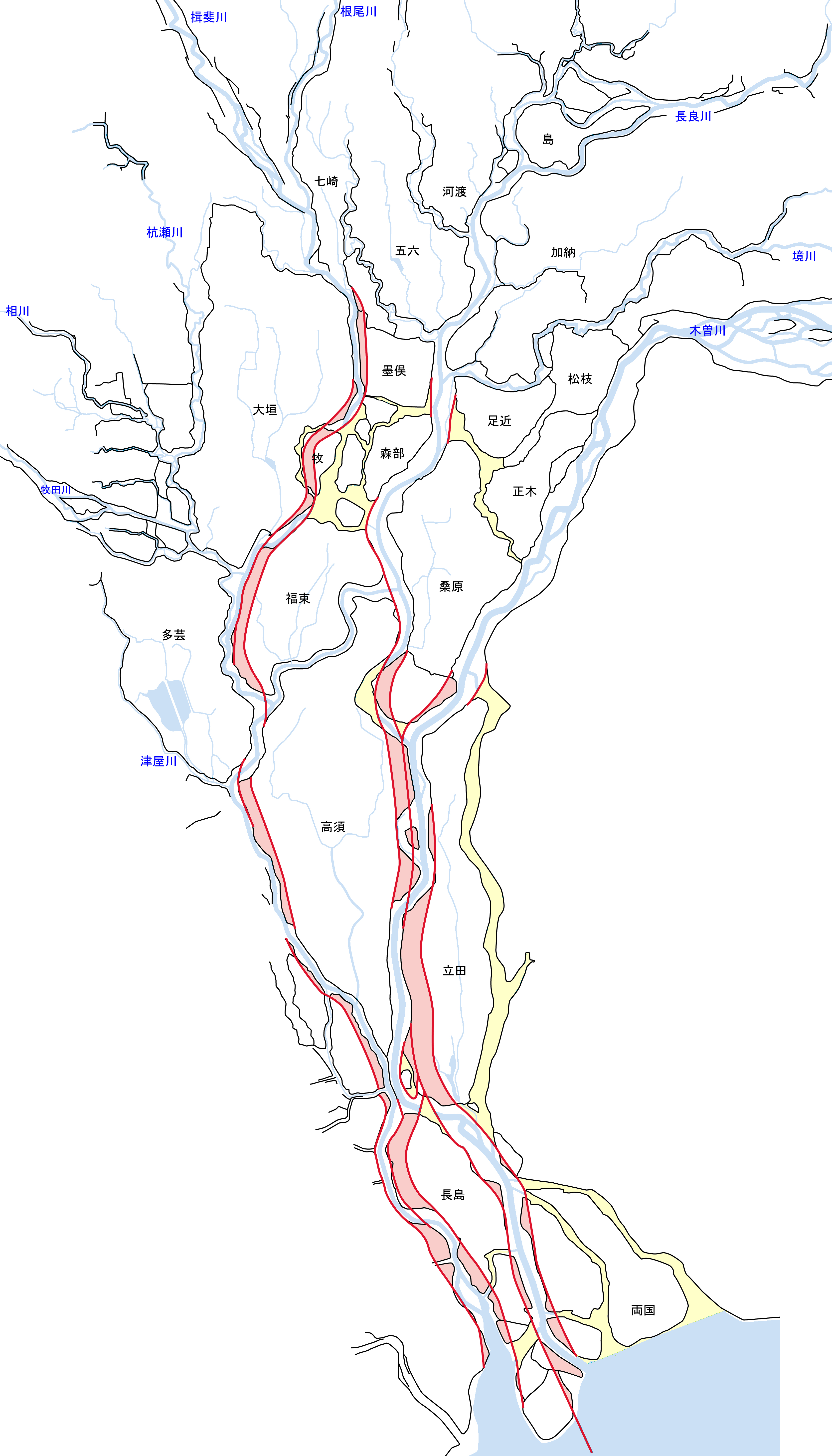
木曽三川分流工事による堤防の変遷（黒線が輪中堤、赤線が新堤防、薄赤が新河道の開削、薄黄が河川締切）

前述のとおり、後に輪中地帯となる地域は木曽三川本川や支川が形成する扇状地以下が該当する。該当する地域では弥生時代の土器などが広い範囲で発掘されており古くから生活空間として利用されていたことが示されるものの、中世以前は自然堤防上や三角州の島状の土地が集落や耕地として利用されるのみであり、農業だけに依存せずに周囲の河川や後背湿地の沼で魚鳥を狩猟して生活していたと考えられる。この当時は土地利用自体が疎らであったため、遊水地は広大で増水時の水位変動も緩やかで多少の洪水では影響を受けなかったものの、河道変更を伴うような大洪水では被害を免れることはできなかった。
12世紀ごろになるとこの地域に荘園が進出し、これを契機に集落や耕地を守るための人工堤防が築かれるようになる。しかし輪中を完成させるためには強固な堤防を築いた上での樋門の設置が必要であり、これらを実現するには当時の技術力や荘園領主の力では不十分であったため、初期の堤防は濁流の激突を避けることに主眼が置かれた上流側のみの堤防であり、下流側に堤防を持たない「尻無堤（しりなしづつみ）」と呼ばれるものであった。尻無堤は下流側からの浸水には無防備であったが、仮に冠水しても洪水が収まれば川は元の流路へと戻り、残された土地には肥沃な粘土質の土が堆積、特に耕地の場合は逆に地力が増すといった利点もあった。
戦国時代の頃には技術力は向上したものの、戦乱の中で戦国大名が大規模な土木作業を進めることは難しかった。16世紀末ごろから世の中が安定して新田開発の機運が高まると、主に三角州地域では新田開発が盛んとなり高潮などの海水被害を防ぐために下流側にも部分的な堤防「潮除堤（しおよけづつみ）」が築かれていたが、17世紀に入ると既存の集落を広い範囲の丈夫な堤防で囲う総懸廻堤が築かれるようになる。この総懸廻堤の登場をもって輪中の誕生と解釈され、初期は新田開発を目的とした輪中形成が多かった。しかし下流側に堤防を築くことは悪水の排水が困難となることを意味し、以降輪中地域では外水のみならず内水による被害にも悩まされるようになる。
輪中の誕生から間もなく、1609年（慶長14年）に尾張藩を守るために木曽川左岸に築かれた「御囲堤」によって木曽川左派川が締め切られたことで、水害が増加した木曽川右岸の輪中地帯では17世紀中頃以降に、主に自然堤防・後背湿地地域で既開発地の水防を目的とした輪中が急激に増加していった。初期の輪中は地域農民たちによって小規模ずつ形成されていったが、徐々に豪農や商人による資本投下であったり、地域によっては藩の指揮のもとで大規模な新田開発・輪中形成がされるようになる。
17世紀のうちに大部分が輪中の成立するが、開発が進んで河道が固定されたことで河床上昇が進んで水害が増加したともされる。18世紀に入ると水害対策として江戸幕府は薩摩藩などに手伝普請を命じて状況の改善を試みたが、一定の成果はあったものの一部では河川水位の上昇を招き、これまで水害の及ばなかった地域で水害が増加したともされる。既開発地の水防を目的とした輪中形成が扇状地末端部まで及び、ほぼ同時期に海岸部では砂州を開発する干拓輪中の拡大が始まる。
改善のないまま江戸時代の終わりを迎え、明治時代に入ると明治政府は1877年（明治10年）にヨハニス・デ・レーケを派遣することを決定、デ・レーケの作成した計画に基づき1887年（明治20年）から1912年（明治45年）にかけて木曽三川分流工事が行われた。この工事によって輪中地帯では多くの輪中が陸続きとなり、水害の回数・被害ともに激減するといった大きな成果を得た。
分流工事以後、水害が激減したことで道路整備の過程などで中堤（旧輪中堤）が取り壊された部分も多いが、高須輪中や長島輪中など悪水の問題が継続している地域では残された地域もあった。1976年（昭和51年）9月12日に起きた通称「9.12水害」では旧福束輪中の堤防の締め切りで輪之内町が被害を免れるといった事例もあり、近年では洪水に対する減災の観点から輪中堤の構造が見直されつつある。

### 輪中の年表
輪中成立年表。後に複合輪中に内包されるものは【 】で外郭輪中の名称を記載。同一の名称でより大きな輪中となったものは(1次)(2次)と記載。
|             | 揖斐川以西 | 揖斐川・長良川間                                                                    | 長良川以東 |
| ----------- | --- | ----------------------------------------------------------------------------------- | --- |
| 1601-1610年 | | - 1606年頃 : 【高須】高須輪中(1次)                                                  | |
| 1601-1610年 | 1609年、御囲堤完成。 |                                                                                     | |
| 1601-1610年 | - 1610年頃 : 【高須】金廻輪中 |                                                                                     | |
| 1611-1620年 | - 1615-1636年 : 【多芸】下笠輪中 |                                                                                     | |
| 1621-1630年 | | - 1625年 : 【福束】福束輪中(1次)                                                    | - 1623年 : 【長島】長島輪中(1次) - 1624年 : 【立田】立田輪中(1次) - 1625年 : 【木曽岬】加路戸輪中(1次) - 1620年代 : 五明輪中 |
| 1631-1640年 | |                                                                                     | - 1635年 : 福原輪中 - 1638年 : 【加納】日置江輪中 - 1638年 : 【木曽岬】見入輪中 - 1639年 : 【長島】葭ケ須輪中                |
| 1641-1650年 | - 1641年頃 : 【多芸】根古地輪中 - 1644年 : 【太田】太田輪中(1次) - 1648年頃 : 七郷輪中 - 1648年頃 : 太田輪中(2次) - 1650年 : 【多芸】有尾輪中                                                 | - 1648年 : 【高須】本阿弥輪中(1次) - 1650年 : 牧輪中                                | - 1647年 : 【両国】森津輪中(1次) - 1648年頃 : 【立田】神明津輪中                                                             |
| 1651-1660年 | - 1653年 : 大垣輪中 - 1653年 : 【多芸】小坪輪中 - 1656年頃 : 【多芸】飯ノ木輪中 - 1658年 : 【多芸】釜之段輪中                                                                                 | - 1657年 : 【高須】本阿弥輪中(2次)                                                  | - 1656年 : 桑原輪中 |
| 1661-1670年 | - 1661年 : 【多芸】大牧輪中 - 1670年 : 【多芸】高柳輪中 - 1670年 : 多芸輪中 | - 1665年 : 森部輪中 - 1667年 : 福束輪中(2次) - 1668年 : 墨俣輪中                    | - 1669年 : 【両国】加稲輪中 - 1670年頃 : 正木輪中                                                                            |
| 1671-1680年 | - 1677年頃 : 【瀬田】綾里輪中(1次) |                                                                                     | |
| 1681-1690年 | |                                                                                     | - 1687年 : 【両国】稲元輪中                                                                                                  |
| 1691-1700年 | - 1693年 : 【瀬田】綾里輪中(2次) - 1693年頃 : 【瀬田】祖父江輪中 - 1693年頃 : 【瀬田】江月輪中 - 1693年頃 : 【瀬田】飯積輪中(1次) - 1693年頃 : 【瀬田】高田輪中 - 1693年頃 : 【瀬田】烏江輪中 |                                                                                     | - 1691年 : 【木曽岬】源緑輪中 - 1694年頃 : 足近輪中 - 1696年 : 加納輪中                                                      |
| 1701-1710年 | - 1709年 : 【瀬田】室原輪中 - 1709年 : 【瀬田】蛇持輪中 - 1709年 : 【瀬田】飯積輪中(2次) | - 1705年 : 【五六】穂積輪中                                                         | |
| 1711-1720年 | |                                                                                     | |
| 1721-1730年 | |                                                                                     | - 1726年 : 立田輪中(2次) |
| 1731-1740年 | | - 1732年 : 高須輪中(2次) - 1732年 : 古橋輪中                                        | |
| 1741-1750年 | |                                                                                     | |
| 1751-1760年 | |                                                                                     | - 1752年 : 【両国】森津輪中(2次)                                                                                             |
| 1751-1760年 | 1754年、宝暦治水。 |                                                                                     | |
| 1751-1760年 | | - 1757年 : 【五六】牛牧輪中                                                         | - 1757年 : 【長島】横満蔵輪中 - 1758年 : 【木曽岬】加路戸輪中(2次)                                                           |
| 1761-1770年 | | - 1764年 : 河渡輪中                                                                 | |
| 1771-1780年 | | - 1773年頃 : 中村輪中(1次)                                                          | |
| 1781-1790年 | - 1787-1797年 : 【瀬田】大墳輪中 |                                                                                     | |
| 1791-1800年 | |                                                                                     | |
| 1801-1810年 | | - 1802年 : 則武輪中                                                                 | |
| 1811-1820年 | |                                                                                     | |
| 1821-1830年 | |                                                                                     | |
| 1831-1840年 | | - 1831年 : 島輪中 - 1839年頃 : 大明神輪中 - 1840年 : 五六輪中 - 1840年頃 : 中須輪中 | - 1832年 : 松枝輪中 |
| 1841-1850年 | | - 1841年 : 中村輪中(2次)                                                            | |
| 1851-1860年 | |                                                                                     | |
| 1861-1870年 | - 1869年 : 【瀬田】十六輪中 |                                                                                     | - 1870年頃 : 大浦輪中 |
| 1871-1880年 | - 1875年 : 【瀬田】静里輪中 | - 1872年 : 北今ケ淵輪中 - 1880年 : 交人輪中                                         | - 1879年頃 : 両国輪中 |
| 1881-1890年 | 1887年、木曽三川分流工事着工。 | 1887年、木曽三川分流工事着工。                                                      | 1887年、木曽三川分流工事着工。                                                                                               |
| 1881-1890年 | | - 1890年 : 木曽岬輪中                                                               | |
| 1891-1900年 | |                                                                                     | |
| 1901-1910年 | |                                                                                     | - 1905年 : 長島輪中(2次) |
| 1911-1920年 | 1912年、木曽三川分流工事竣工。 | 1912年、木曽三川分流工事竣工。                                                      | 1912年、木曽三川分流工事竣工。                                                                                               |
| 1911-1920年 | - 1918年 : 【瀬田】喜多輪中 |                                                                                     | |
| 1921-1930年 | 1923年、木曽川上流改修工事着工。 | 1923年、木曽川上流改修工事着工。                                                    | 1923年、木曽川上流改修工事着工。                                                                                             |
| 1921-1930年 | - 1928年 : 瀬田輪中 |                                                                                     | |

### 輪中に関する史料
前述のとおり「輪中」の誕生は江戸時代であり、輪中を直接的に示す言葉が歴史上最初に使用されているのは「輪之内」「曲輪」が登場する1675年（延宝3年）の史料である。それ以前の輪中を思わせる記述が残る最古の史料としては、鎌倉時代の歌人飛鳥井雅有の東海道の旅日記『春の深山路』が挙げられ
原文「此所のやう、河よりははるかに里はさがりたり。まへにつゝみを高くつきたれば山のごとし。くぼみにぞ家どもはある。里の人のいふやう、水いでたる時は、ふね此つゝみの上にゆく。空に行（く）舟とぞみゆると云（う）をきけば、あまのはとふねのとびかりけんも、かくやとぞ聞ゐたる。」

現代語訳「このあたりでは、川よりも里の方が大分低くなっている。里の前には堤を山のように高く築き、家々は窪みの中にある。里の人がいうには、水が出たときには舟は堤の上を行く。まるで舟が空を飛んでいるように見える。これを聞いて、神話に出てくる天の鳩舟のことを思い出した。」
—榎原雅治著『中世の東海道をゆく 京から鎌倉へ、旅路の風景』74～76頁「輪中の誕生」
とあることから1280年（弘安3年）時点で堤防で周囲を囲んだ集落が成立していたことを伺わせるが、これが後の「輪中」と同一視できるものかは判然としない。
かつて広く信用された史料として、高須輪中について記載した『百輪中旧記』がある。『百輪中旧記』には1319年（元応元年）に
標高が低いために高潮などによる水害に苦しんだ農民たちがそれまで下流側に堤防が無い「尻無堤」に下流部からの逆水を避けるための潮除堤を追加し集落全体を囲う懸廻堤を有する最初の輪中である古高須輪中が完成した—『百輪中旧記』を現代語訳
として高須輪中（古高須輪中）を最古の輪中と記載しており、かつてはこの説が採用されることが多かった。しかし、1975年（昭和50年）に原昭午が『百輪中旧記』には近世特有の用語があることや木曽川・揖斐川が当時の位置と異なることなどを指摘して、この見解を否定したのを嚆矢として史料としての性格が根本的に疑われようになり、安藤万寿男は著書『輪中 その形成と推移』で木曽川の流路変遷の矛盾点などから総合的に判断して、古高須輪中の形成時期を「1606年（慶長11年）もしくはその少し前」だとする見解を示した。

## 生活

### 住居

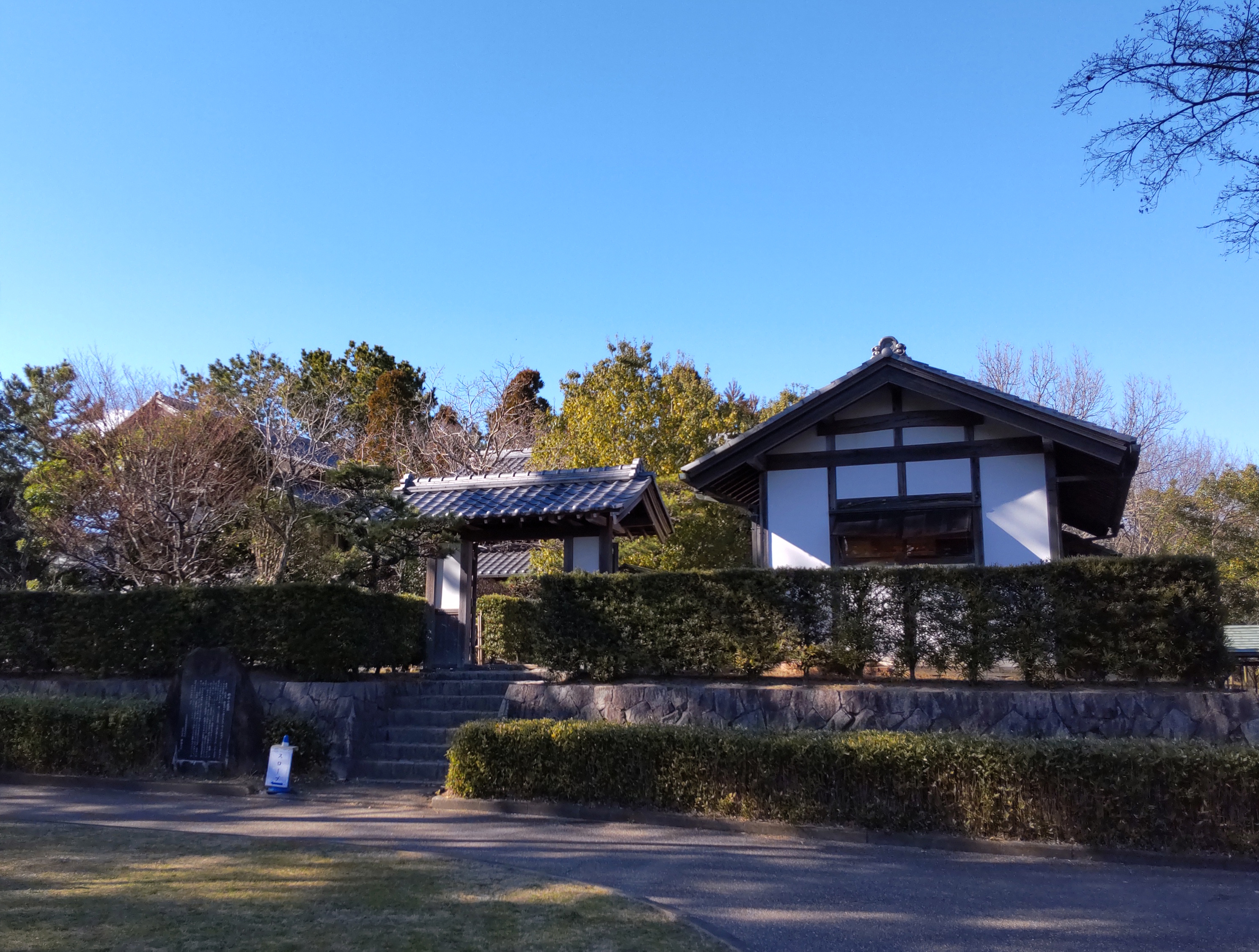
輪中の農家（木曽三川公園センター）

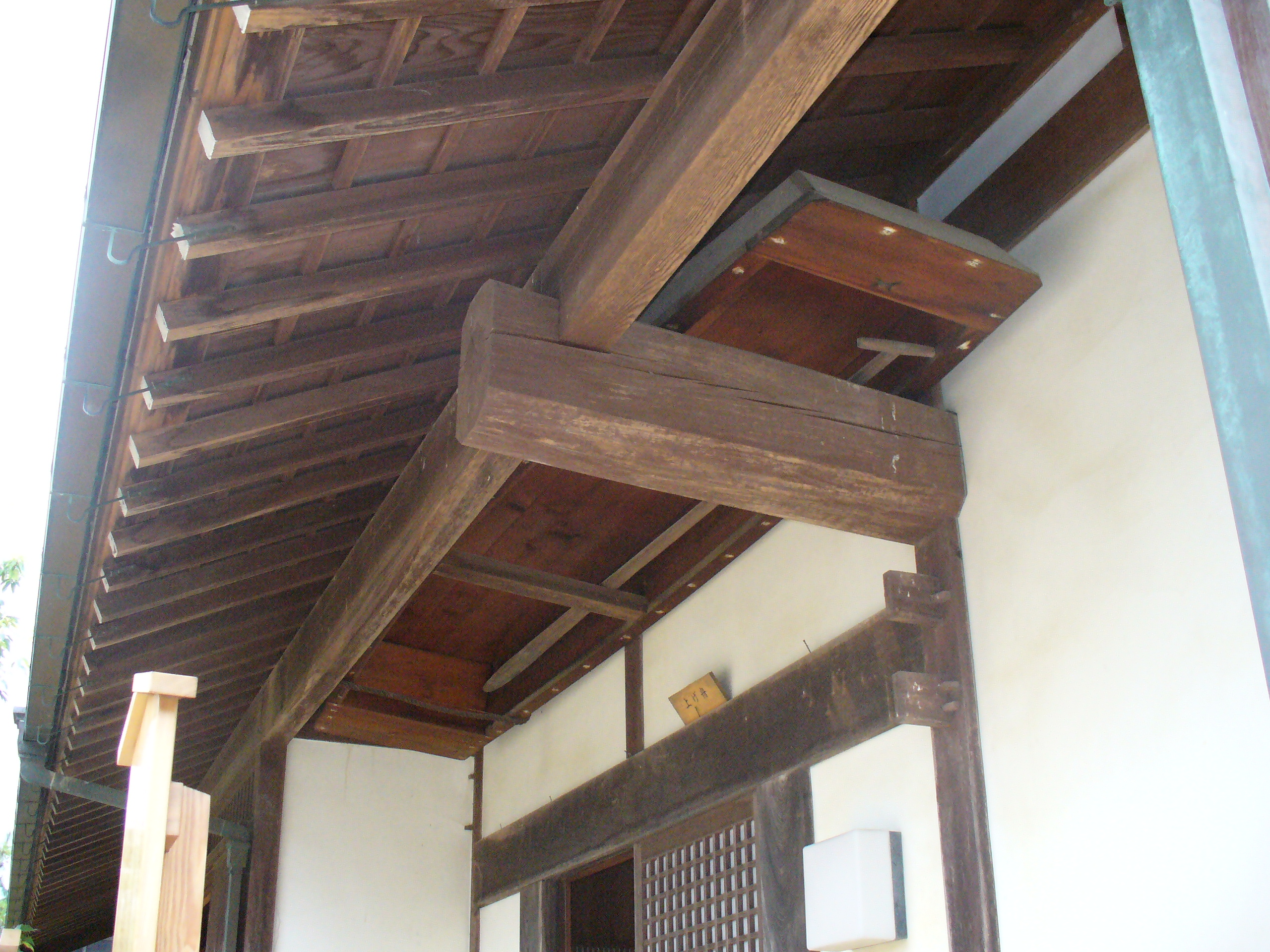
上げ舟（木曽三川公園センター）

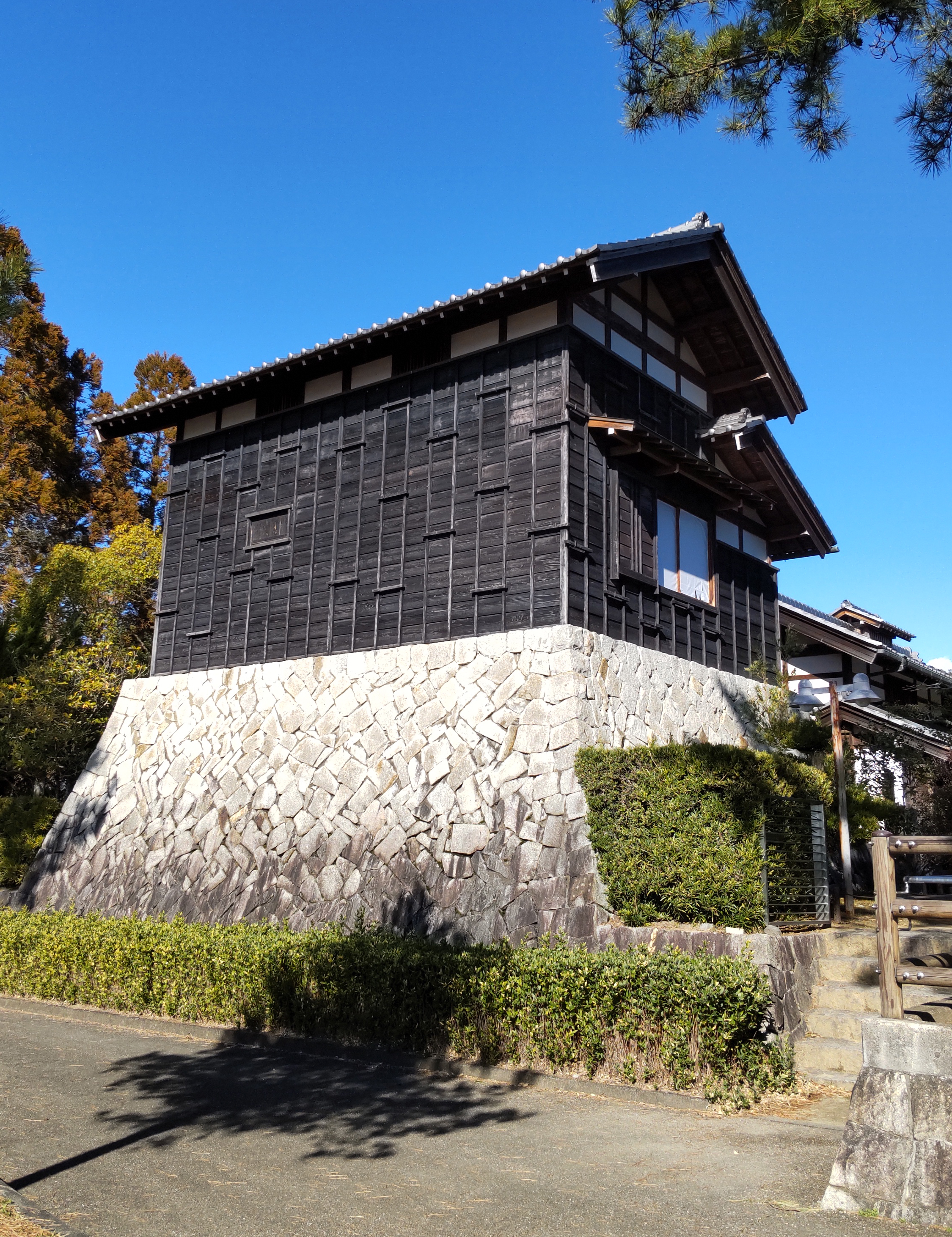
水屋（木曽三川公園センター）

輪中地域の伝統的な住居は、出水時の浸水を防ぐ石垣（基壇）の上に南向きの母屋が建てられ、母屋の北西側に水屋、東側に納屋、北側に防風林、南側に防水林を備えるのが一般的な構造であった。これは伊吹おろしが北西側から吹きつけ、洪水時には南側から浸水する地形上の特性によるものであった。
母屋は出水時に水が流れる南北方向を遮る壁が少なく作られており、障子や襖を取り払って水を通すことで家屋の流出を防いだ。母屋の軒下には上げ舟と呼ばれる洪水時の避難や移動用の小舟が備えられ、仏壇は洪水時に滑車で2階に移動できる上げ仏壇の構造となっていた。
水屋（みずや）は母屋よりも一段高い石垣の上に設けられた。水屋には住居の機能を備えた「住居式水屋」、普段は食料や農具を保管する倉庫を水屋として利用する「倉庫式水屋」、土壁として作られた土蔵を水屋として利用する「土蔵式水屋」などがあるが、複数の機能を併せ持つことも多く最も典型的なものは住居と倉庫の機能を兼ね備えた「住居倉庫式水屋」であった。大垣輪中では母屋と水屋の間に「どんど橋」と呼ばれる渡り廊下が備えられていた。
ただし、水屋を持つのはかなり裕福な家に限られるため、水屋を持てない人々のための施設として助命壇（じょめいだん）あるいは命塚（いのちづか）と呼ばれる土盛りをした高台も存在していた。助命壇は地域の人々が共同で作ったが、地主などが私財を投じて作った場合もあり、周辺よりも土地が高く盛られた神社が助命壇の役割を果たすこともあった。

### 水防活動
水防活動のために必要な資材を収納した水防倉庫は輪中堤上に作られるのが一般的で、古くは水小屋（みずごや）や諸色蔵（しょしきぐら）などと呼ばれ、特に福束輪中より南側の地域においては副食物の備荒貯蓄場所を兼ねていたことから郷倉・郷蔵（ごくら、ごうぐら）とも呼ばれた。水防倉庫はかつて堤防が決壊した場所に多く設置される傾向があり、こういった箇所には後世に危険な箇所であることを伝承する意味を込めて水難除けの祠や決壊碑などの石碑が築かれることも多かった。
水防活動では堤防が切れることを未然に防ぎ、万が一堤防に危機があっても被害を最小限に食い止めることが最重要であった。堤防が崩れ始めたときの具体的な対処法としては、表法面（堤防外側）の場合は莚を重ねて縄で縫い合わせて崩壊個所を覆い、裏法面（堤防内側）の場合は堤防に杭を打ち土嚢を積んで崩壊の拡大を防いだ。河川の水位上昇時に堤防裏側に水が漏れ出したときは、漏水箇所に水を溜めるように土嚢を積んで河川との水位差を小さくすることで漏水口の拡大を防ぐ釜段工の手法がとられ、積まれた土嚢の形状から月の輪（つきのわ）とも呼ばれた。
破堤して多量の水が輪中内に流れ込んだ場合、水害が収まっても低位部は長期間にわたって濁水の滞留が生じることとなるため、そういった場合の非常手段として低位部の堤防を意図的に切る乙澪切り（おとみよぎり）が行われることがあった。乙澪切りの例としては1896年（明治29年）の豪雨による大垣輪中での金森吉四郎の例が有名で、7月23日の乙澪切りでは8000戸・40000人が救われたと伝えられる。

### 耕作地
輪中地域の農業において特徴的なものとして堀田または掘田（ほりた）がある。水はけの悪い土地で少しでも収量を増やすために水田を高くしようと考案された土地利用方法で、周囲の土を掘って高く盛った短冊状の掘り上げ田と掘り跡（掘り潰れ）が交互に並ぶ形状の耕地である。

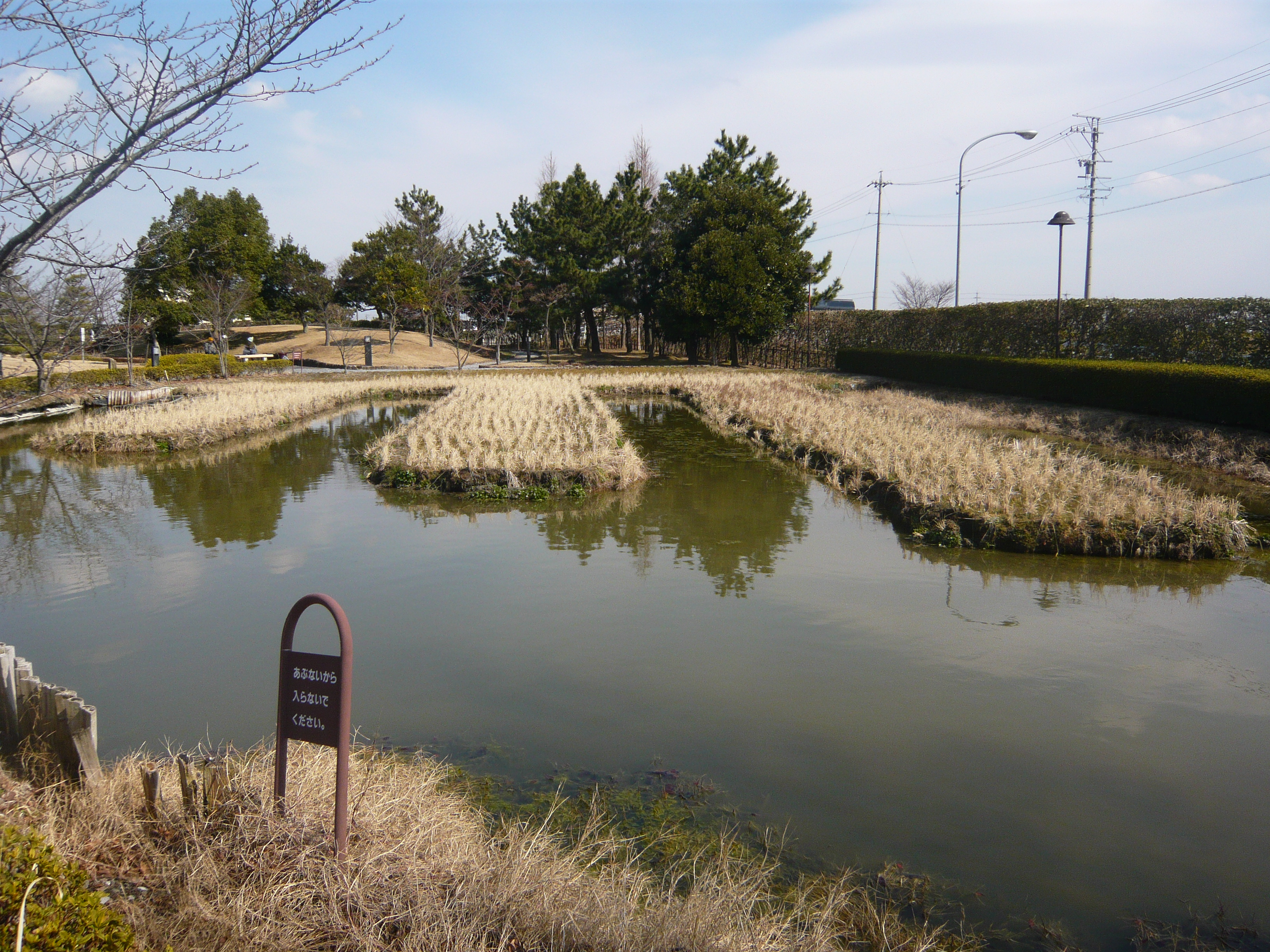
田舟型堀田（海津市歴史民俗資料館）

元々水はけの悪い輪中の低位部において稲が水に浸かりすぎることで不作になりがちであったが、1753年（宝暦3年）の宝暦治水以後に桑原輪中などの地域で水田の水が増し、その対策として堀田が誕生した。掘り潰れが生じることで場合のよっては4割ほど耕地が減る欠点はあったものの、結果的に収量が安定することが判ったため輪中地帯の広い範囲に広まった。
堀田には大きく分けて3つの種類がある。掘り潰れの水路が排水路と繋がる「田舟型堀田」が代表的で、水はけの悪い輪中低位部地域に多く、その形状から「田舟（たぶね）」と呼ばれる小型の舟が欠かせなかった。田舟型に対して水路がそれぞれ独立しているものは「孤立型堀田」と呼ばれ、水はけの良い輪中高位部地域に多かったが、高位部では稲作に十分な水を確保できない地域もあり畑作率も高かった。もう1つは現在の大垣市北部に見られたもので、浅い砂層から湧き出る伏流水を排除するために何本もの長細い水路を設けた堀田で、その形状から「河間吹型堀田」と呼ばれた。
堀田の維持には「長じょれん」と特殊な農具が用いられ、田植えの時期には水路との境目に置土する作業（めんつけ、めんどうひき）に使用され、堀田造成後も毎年必要となる毎年泥をすくい上げる作業（どべあげ）にも使用された。
裏作を行う場合は掘り上げ田の上にさらに高畝を造成する必要があり、この高畝をくね田と呼んだ。くね田は大正時代中期から始まり、稲の収穫が終わった冬季に菜種・麦類・ジャガイモ・豆類などが栽培された。
堀田は耕地整備を経ながら長らく使われ続けたが、太平洋戦争以後の土地改良によって1975年（昭和50年）までにほぼ消滅した。現在は海津市歴史民俗資料館内に再現された堀田がある。

### 用排水
輪中は周囲を川に囲まれるため用排水は一見容易に思われるが、実際には非常に困難であった。
用水は、輪中の上流側に用水を取水する樋（圦樋、いりひ）が設置されるのが一般的であったが、江戸時代の土木技術では十分な強度の水門（樋門、ひもん）を設置することは難しく、破堤の危険性を高める可能性もあったため限定的であった。水の確保が難しい輪中の高位部では潅漑用水を必要とする状態で、江戸時代後期には地下水を利用する掘抜井戸が発達するようになるが、余剰水が低位部に流れ込んで悪水増加の要因となった。その解決策として、低位部の村が高位部の村の井戸の本数を制限したり、高位部の村に樋門の建設・管理費用の負担を求める株井戸（かぶいど）と呼ばれる制度が設けられた。
排水は、かつては輪中の下流側から自然排水していたが、輪中が形成され堤外地に土砂が堆積すると河底が高くなったことで自然排水が困難となった。江戸時代後期には輪中の下流側に水位が低いタイミングを狙って排水を行う樋（吐樋、はけひ）を設置するようになるが、河底上昇に応じて困難となり、さらに下流側への吐樋の付け替え（江下げ）も行われたが、干潮時でなければ樋門を開けることができなかった。結果的に低位部は慢性的な湛水に悩まされることとなり、地域によっては低位部の悪水をサイフォンの原理を応用して河床の下を伏せ越しして対岸に排水する伏越樋（ふせこしひ）が建造された。

## 木曽三川以外の囲堤集落
木曽三川以外の地域で、集落や耕地を堤防で囲んだものについて以下に代表的なものを挙げる。囲堤形成に影響した河川を「主要河川」に記すが、水系本川は名前をそのまま表記し、支川については水系名を括弧書きで付した。また、別の記事で個別に言及のある項目については「地域」にリンクを設けてある。
| 主要河川                       | 地域                                         | 囲堤完成時期                      | 出典   |
| ------------------------------ | -------------------------------------------- | --------------------------------- | ------ |
| 雄物川                         | 秋田県大仙市強首地区                         | 2002年（平成14年）                | [ 56 ] |
| 利根川、長門川（利根川水系）   | 千葉県印旛郡栄町布鎌地区                     | 江戸時代                          | [ 57 ] |
| 利根川、渡良瀬川（利根川水系） | 埼玉県加須市北川辺地区                       | 江戸時代末期                      | [ 58 ] |
| 信濃川、阿賀野川               | 新潟県新潟市の「白根郷」「亀田郷」「新津郷」 | 江戸時代中期                      | [ 59 ] |
| 神通川                         | 富山県富山市八尾町中神通・西神通地区         | 1928年（昭和3年）                 | [ 60 ] |
| 庄内川、新川（庄内川水系）     | 愛知県北名古屋市周辺の「小田井輪中」など     | 1787年（天明7年、新川完成年）以降 | [ 28 ] |
| 九頭竜川                       | 福井県坂井市の「木部（鬼辺）輪中」           | 1796年（寛政8年）                 | [ 61 ] |
| 寝屋川（淀川水系）             | 大阪府寝屋川市木田地区                       | 1716年（享保元年）までに囲堤完成  | [ 62 ] |
| 円山川                         | 兵庫県豊岡市下加陽地区                       | 明治時代                          | [ 63 ] |
| 紀の川                         | 和歌山県和歌山市の「中州」                   | 江戸時代                          | [ 64 ] |
| 筑後川                         | 福岡県三井郡大刀洗町の「床島」               | 不明（鎌倉時代から築堤）          | [ 65 ] |
| 大野川、乙津川（大野川水系）   | 大分県大分市の「高田輪中」                   | 1946年（昭和21年）                | [ 66 ] |

成立時期が古い囲堤については木曽三川の輪中との類似性もみられ、木曽三川の水屋と同様の建物は信濃川流域の「水倉」、利根川流域の「水塚」、淀川流域の「段蔵」など各地に存在している。また、関東地方から東北地方にかけては上げ舟と同様に「用心舟」などと呼ばれる小舟を吊るす地方もある。
成立時期が新しい囲堤としては、神通川流域の中神通・西神通地区、大野川流域の高田輪中のように、近代の河川改修で無堤部分を補って囲堤を形成した例がある。特筆すべき例としては、2000年以降に全く堤防がなかった地域での河川沿いの連続堤防が検討されたものの長期的な計画が避けられず、早急な洪水対策実現のために輪中堤を選択した雄物川流域の強首の例も存在する。
以下、比較的詳しい資料が存在するものについて説明する。

### 庄内川流域

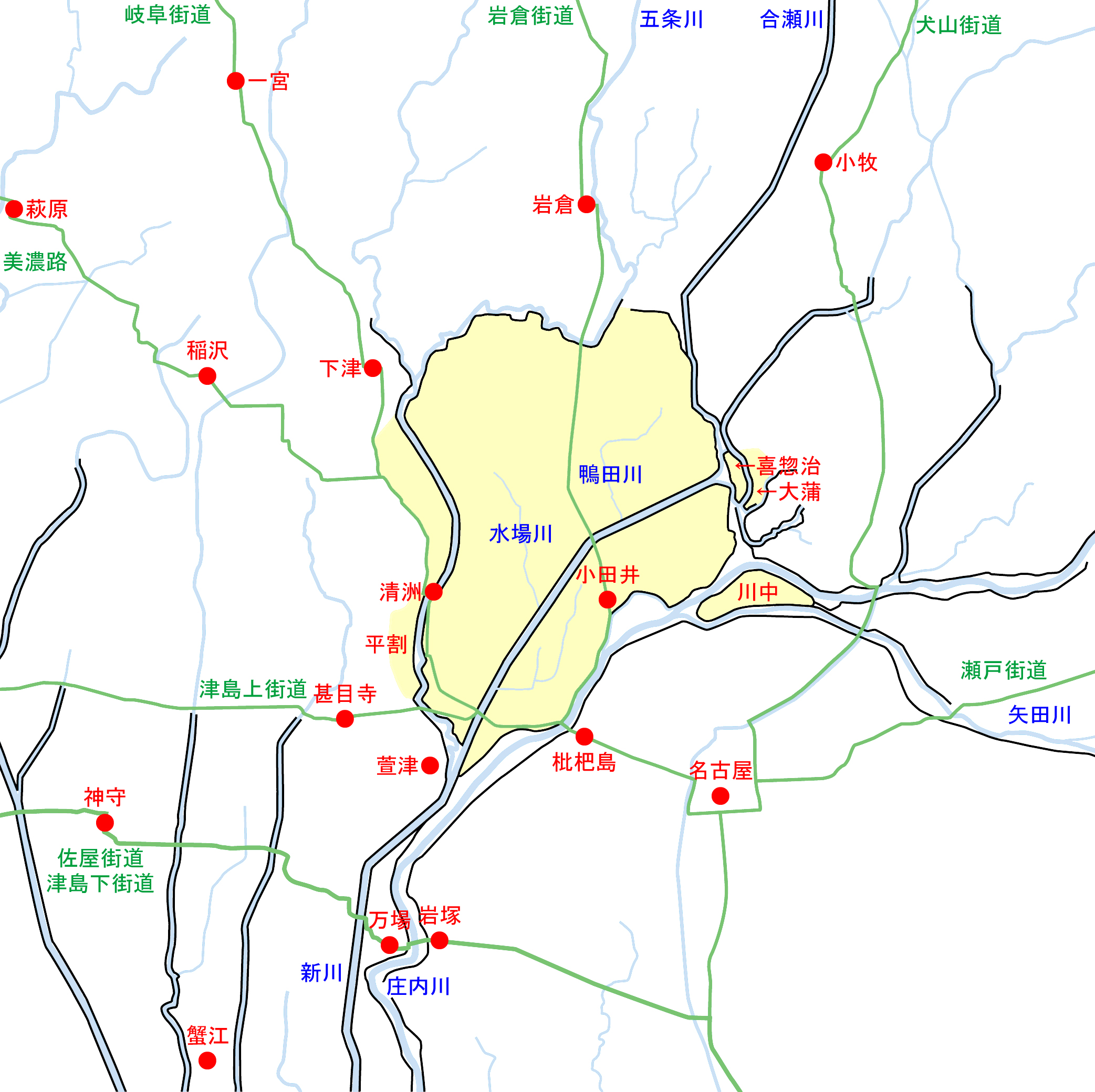
庄内川・新川流域の輪中の分布（黄着色部が輪中）。黒線は堤防、緑線は主要な街道などを意味するが、街道が堤防を通る場合は緑線で表示。赤字は主要な地名など。

濃尾平野では木曽三川下流域以外に、庄内川流域でも輪中がみられる。
室町時代以前の庄内川には現北名古屋市周辺で後に五条川・合瀬川・大山川となる河川が相次いで合流しており、この付近で洪水が発生すると当時の尾張国の中心地であった清須に流れ込んでいた。1400年（応永7年）に尾張守護大名となった斯波義重はこれらの河川の水害対策として、応永年間のうち（1428年まで）に「武衛堤」と呼ばれる堤防を築いて後の合瀬川・大山川の流れを大きく変更した。時代を経ると、庄内川本川の河床上昇などの影響もあり、合瀬川・大山川合流点付近には低湿地の湖沼地帯が生じた。
江戸時代になり中心地が名古屋に移る（清洲越し）と、1614年（慶長19年）に尾張徳川家の居城となった名古屋城を守るために庄内川左岸に「御囲禍堤」が建造される。増加していた水害は木曽川の「御囲堤」の例と同様に右岸側に集中したため、1779年（安永8年）の水害の直後から清洲の村を中心とした水害防止の嘆願運動が強まる。これを受けて新川の開削などが行われたものの、内水氾濫による被害は避けられず、庄内川・新川および支流の堤防や高く盛られた街道などによって囲まれた地域ごとに水防組合を結成して対処することとなった。

### 越後平野

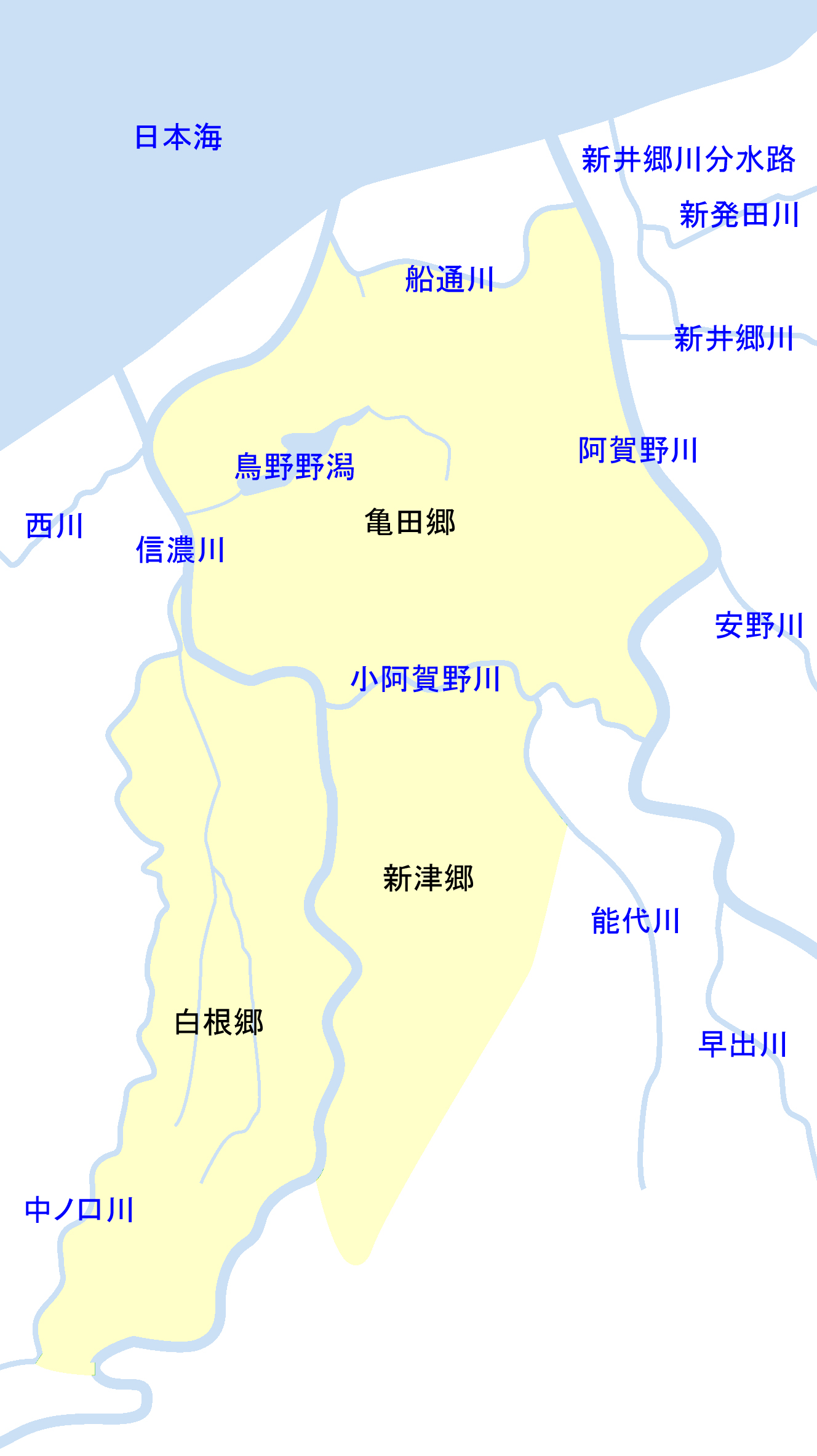
亀田郷・白根郷・新津郷の分布

越後平野では信濃川と阿賀野川に挟まれた地域に、輪中同様に囲堤に囲まれた地域がみられる。
上杉謙信などのこの地域の支配者は、自らの経済力・軍事力強化のために治水事業に取り組んだとされる。特に直江兼続が1584年（天正12年）から1597年（慶長2年）に行った「直江工事」では中ノ口川が開削され、信濃川と中ノ口川に挟まれた白根郷の開発が始まる。
1598年（慶長3年）に溝口秀勝が新発田城に入ると、以降は新発田藩主・溝口氏によって土地改良が進められ、信濃川などの治水とともに亀田郷・新津郷などの開発も進められた。1730年（享保15年）に開削された加治川の放水路が翌年の融雪による洪水で阿賀野川の本流となると、阿賀野川の水位が下がって周囲の低湿地帯の新田開発が加速した。

この地域、特に亀田郷周辺は慢性的な滞水から広大な湿地帯が形成されており、新田開発はそういった水との戦いであった。水田とする土地の周囲を小堤で囲い、小堤の外側に排水路を築いて外水を防ぐ方式で開拓が進められたが、水田には毎年のように盛土をすることが求められたため、農民たちは村単位で小堤と排水路を整備・保守するために協力し。小さな輪中状の集落が形成される。村ごとに対策は異なったため明治時代まで対立は続くが、1886年（明治19年）に栗ノ木川に依存する町村が合同で水利土工会を設立して以降、地域一体となって対策が行われることとなる。

## 論文
輪中が主題のもの
- 安藤万寿男「輪中に関する二,三の考察(1)」『水利科学』第21巻第2号、日本治山治水協会、1977年6月、1-15頁、doi:10.20820/suirikagaku.21.2_1、ISSN 0039-4858、CRID 1050564288520465792、2023年5月10日閲覧。
- 安藤万寿男「木曽三川低地部(輪中地域)の人々の生活」『地学雑誌』第97巻第2号、東京地学協会、1988年、91-106頁、doi:10.5026/jgeography.97.2_91、ISSN 0022135X、2022年8月7日閲覧。
- 伊藤安男. “十六村の発達と輪中形成”. hdl:11207/473. 2024年1月9日閲覧。
- 河合成樹「濃尾輪中の形態に関する地理学的研究」『人文地理』第21巻第2号、人文地理学会、1969年、117-134頁、CRID 1390001205139938176、doi:10.4200/jjhg1948.21.117、ISSN 00187216、2024年1月9日閲覧。
- 青木哲哉「輪中の地形学的再検討」『立命館地理学』第1巻、立命館地理学会、1989年、21-28頁、doi:10.34382/00005951、ISSN 0915-5937、2022年8月7日閲覧。
- 伊藤重信 (1976年4月). “長島輪中地域の水害と新田開発の歴史地理” (PDF). 2022年7月7日閲覧。
- 西脇健治郎. “多芸輪中における新田集落の成立と消滅 -輪頂部の大跡・大跡新田をめぐって-” (PDF). 2022年8月10日閲覧。
- 西脇健治郎. “多芸輪中” (PDF). 2022年8月10日閲覧。
- 中嶋伸恵, 田中尚人, 秋山孝正「水防意識に基づいた輪中地域の景観変容に関する研究」『土木史研究論文集』第24巻、土木学会、2005年、53-61頁、doi:10.11532/journalhs2004.24.53、ISSN 1349-5712、NAID 130003857012、2023年5月10日閲覧。

その他
- 五十嵐太郎「亀田郷―信濃川・阿賀野川の下流低湿地における治水」『第四紀研究』第35巻第3号、日本第四紀学会、1996年、247-252頁、doi:10.4116/jaqua.35.247、ISSN 04182642、NAID 10002633944、2023年5月10日閲覧。
- 岩屋隆夫「庄内川の治水史を通してみた新川の役割と治水問題」『土木史研究』第22巻、土木学会、2002年、1-12頁、doi:10.2208/journalhs1990.22.1、ISSN 0916-7293、NAID 130004038638、2023年5月10日閲覧。
- 宮脇勝、深谷正則「千葉県域の利根川水系における水塚及び屋敷林の文化的景観に関する研究」『都市計画論文集』第43.3巻、日本都市計画学会、2008年、673-678頁、doi:10.11361/journalcpij.43.3.673、ISSN 09160647、NAID 10025843031、2023年1月7日閲覧。
- 小倉妙子『高田輪中地区における水害と人々の暮らし』信州大学 教育学部自然地理学研究室〈2013年度地理学野外実習報告書VI 大分〉、2015年、17-24頁。 NCID BB18451496。2022年8月21日閲覧。
- 安井雅彦、冨永晃宏「愛知県内に築かれた室町時代の河川堤防の考察」（PDF）『土木史研究. 講演集』第37巻、土木学会、2017年、207-210頁、ISSN 13484346、CRID 1520853834951259392、2023年5月10日閲覧。
- 相川倉健ほか. “水害常襲地におけるまちの歴史的変遷と地域的課題-大分市高田輪中地区を対象として-” (PDF). 2022年8月18日閲覧。

## 公的機関などの資料類
輪中が主題のもの
- 国土交通省中部地方整備局木曽川下流河川事務所調査課 (1993年7月). “KISSO Vol.7” (PDF). 2023年11月16日閲覧。
- 国土交通省中部地方整備局木曽川下流河川事務所調査課 (1997年10月). “KISSO Vol.24” (PDF). 2023年11月16日閲覧。
- 国土交通省中部地方整備局木曽川下流河川事務所調査課 (2006年10月). “KISSO Vol.60” (PDF). 2023年11月16日閲覧。
- 国土交通省中部地方整備局木曽川下流河川事務所調査課 (2011年7月). “KISSO Vol.79” (PDF). 2023年11月16日閲覧。
- 国土交通省中部地方整備局木曽川下流河川事務所調査課 (2015年1月). “KISSO Vol.93” (PDF). 2024年12月28日閲覧。
- 国土交通省中部地方整備局木曽川下流河川事務所 (2013年3月). “KISO特別号 木曽三川 歴史・文化の調査研究史料 明治改修完成百年特別号” (PDF). 2023年11月16日閲覧。
- 国土交通省中部地方整備局木曽川下流河川事務所. “水屋の構造”. 2022年8月24日閲覧。
- 海津市. “学習資料 第1展示室”. 2022年8月24日閲覧。
- 海津市立西江小学校. “堀田”. 2022年8月24日閲覧。
- 輪之内町. “福束輪中の成立”. 2022年7月25日閲覧。
- 輪之内町. “輪中の農業とその進化”. 2022年8月24日閲覧。
- 輪之内町. “鵜森伏越樋（うのもりふせこしひ）”. 2022年8月24日閲覧。
- 輪之内町教育委員会. “伊藤伝右衛門と鵜森伏越樋” (PDF). 2022年8月24日閲覧。
- 大垣市スイトピアセンター. “【明治29年の水害】【明治34年の水害】【明治51年の水害】” (PDF). 2022年8月24日閲覧。

その他
- 国土交通省. “水輪のまち・・・きたかわべ”. 水の郷百選. 2022年8月22日閲覧。
- 国土交通省河川局. “神通川水系の流域及び河川の概要（案）”. 2022年8月19日閲覧。
- 国土交通省近畿地方整備局福井工事事務所. “4.3 木部（鬼辺）輪中”. 2023年10月31日閲覧。
- 国土交通省東北地方整備局. “雄物川上流直轄河川改修事業（強首地区）” (PDF). 2022年8月19日閲覧。
- 国土交通省九州地方整備局筑後川河川事務所. “古くから続いてきた洪水との闘い”. 2022年9月9日閲覧。
- 防災科学技術研究所客員研究員 水谷武司 (2011年6月22日). “防災基礎講座：災害事例編 輪中が典型発達した乱流河川の低湿平野における洪水 − 1976年台風17号による長良川の破堤氾濫など”. 2022年8月7日閲覧。
- 防災科学技術研究所客員研究員 水谷武司 (2016年11月21日). “防災基礎講座：地域災害環境編 8-1濃尾平野”. 2023年10月31日閲覧。
- 愛知県. “一級河川 水場川”. 2022年12月16日閲覧。
- 愛知県河川整備計画流域委員会. “新川 1.圏域及び河川の概要” (PDF). 2023年4月24日閲覧。
- 群馬県板倉町. “水塚・揚舟”. 2018年7月17日時点のオリジナルよりアーカイブ。2018年7月17日閲覧。
- 寝屋川市. “伏越樋(ふせこしひ)”. 2022年9月8日閲覧。
- 和歌山市. “紀ノ川の平野” (PDF). 2022年8月19日閲覧。